# Bahnhof Zürich Wiedikon

Der Bahnhof Zürich Wiedikon (405 m ü. M.) ist einer der dreizehn SBB-Bahnhöfe auf dem Gebiet der Stadt Zürich und liegt im gleichnamigen Quartier Wiedikon. Der heutige Bahnhof Wiedikon ist der einzige Reiterbahnhof der Schweiz.

## Geschichte

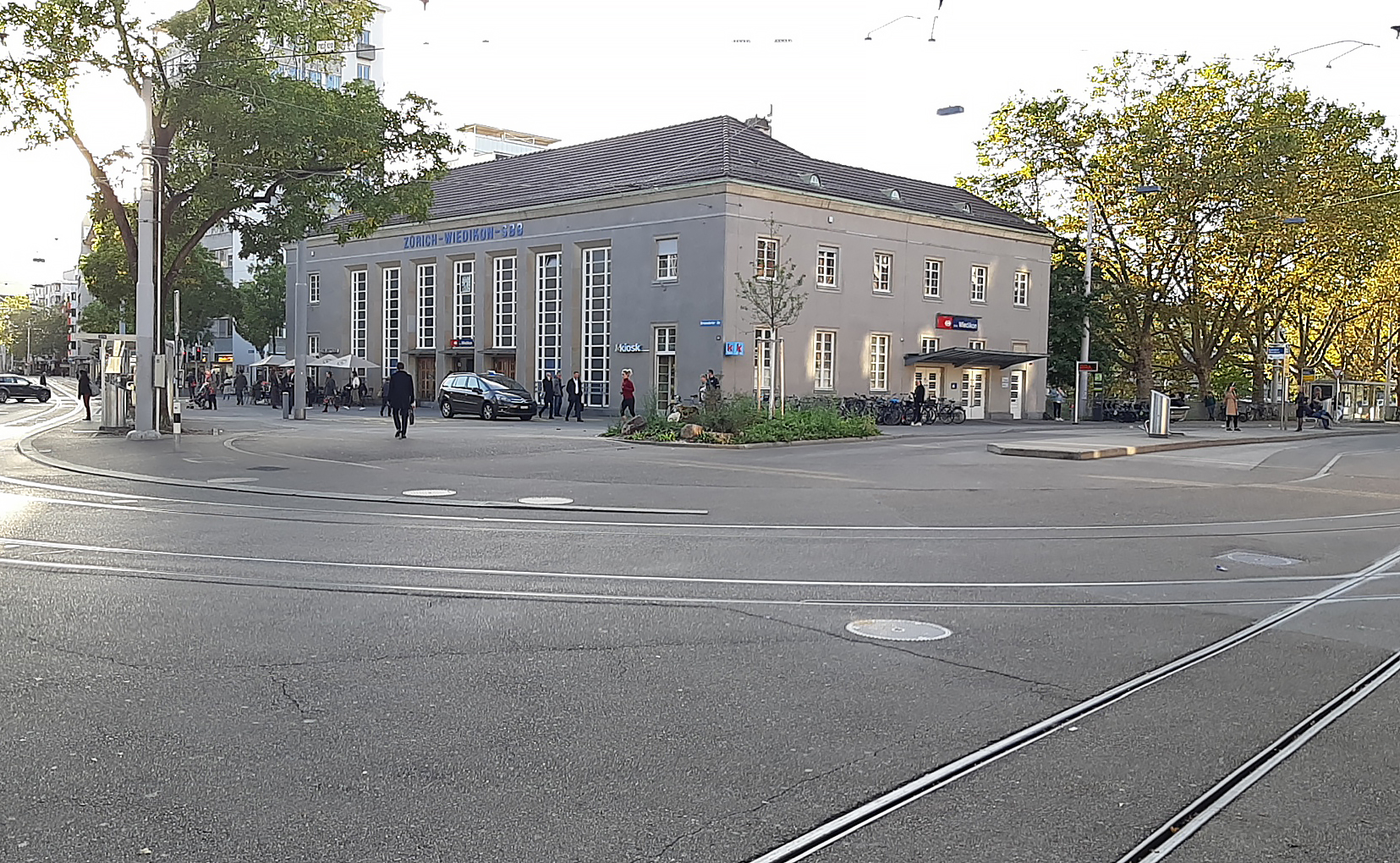
Strassenansicht des Bahnhofsgebäudes (2019)

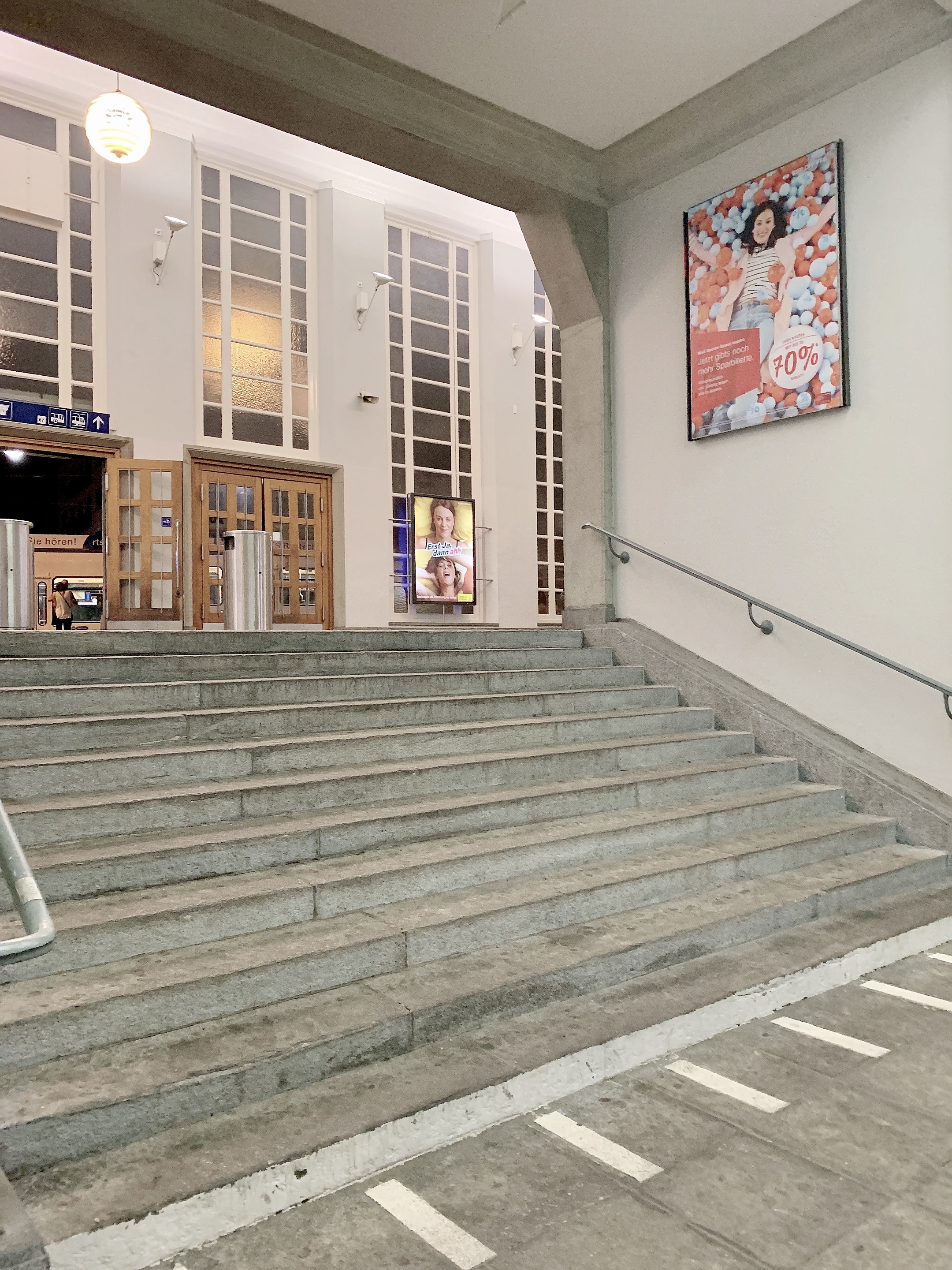
Treppen von der Eingangshalle (2019)

Die erste Bahnstation Wiedikon wurde 1875 mit der Eröffnung der Linksufrigen Seebahn der Schweizerischen Nordostbahn (NOB) von Zürich Hauptbahnhof über Thalwil, Pfäffikon SZ und Ziegelbrücke nach Näfels errichtet. Das Bahnhofsgebäude stand an der Stationsstrasse im Stadtkreis III. Der Bahnhof gewann 1892 an Bedeutung durch die Verbindungslinie der Sihltalbahn (SiTB) vom NOB-Bahnhof Wiedikon zum SiTB-Bahnhof Zürich Giesshübel. Die Seebahn wurde schliesslich 1897 mit dem Durchstich des Zimmerbergs zum Gotthardbahn-Zubringer. Das steigende Verkehrsaufkommen zwang Anfang des 20. Jahrhunderts die SBB dazu, die Seebahn auf dem Gebiet der Stadt Zürich zu verlegen.
Die Seebahn wurde zwischen dem Vorfeld des Hauptbahnhofs und Wollishofen in Tieflage versetzt und elektrifiziert, damit erhielten Wiedikon und Enge neue Bahnhöfe. Die Verlegung wurde 1927 abgeschlossen und der neue Bahnhof Wiedikon eröffnet. Architekt war Hermann Herter. Die sehenswerte Bahnhofshalle zeigt immer noch Werbemalereien aus den 20er Jahren: Der Künstler Otto Baumberger schuf 1926 in der Schalterhalle zwei Wandbilder für das Warenhaus Jelmoli. Da die Seebahn vom so genannten Kohlendreieck bis Wiedikon in einem offenen Graben verläuft und in Wiedikon im neuen Ulmbergtunnel (848 m) nach Enge verschwindet, errichtete man den Bahnhof Wiedikon als Reiterbahnhof auf den Tunnelportalen. Die einspurige Verbindungslinie nach Giesshübel wurde ebenfalls in einen Tunnel verlegt.
Distanzen zu den nächstgelegenen Bahnhöfen
- Zürich HB (2590 m)
- Zürich Enge (1000 m)
- Zürich Giesshübel (1080 m)
- Zürich Altstetten (4040 m)

## Gleisanlagen und Betrieb

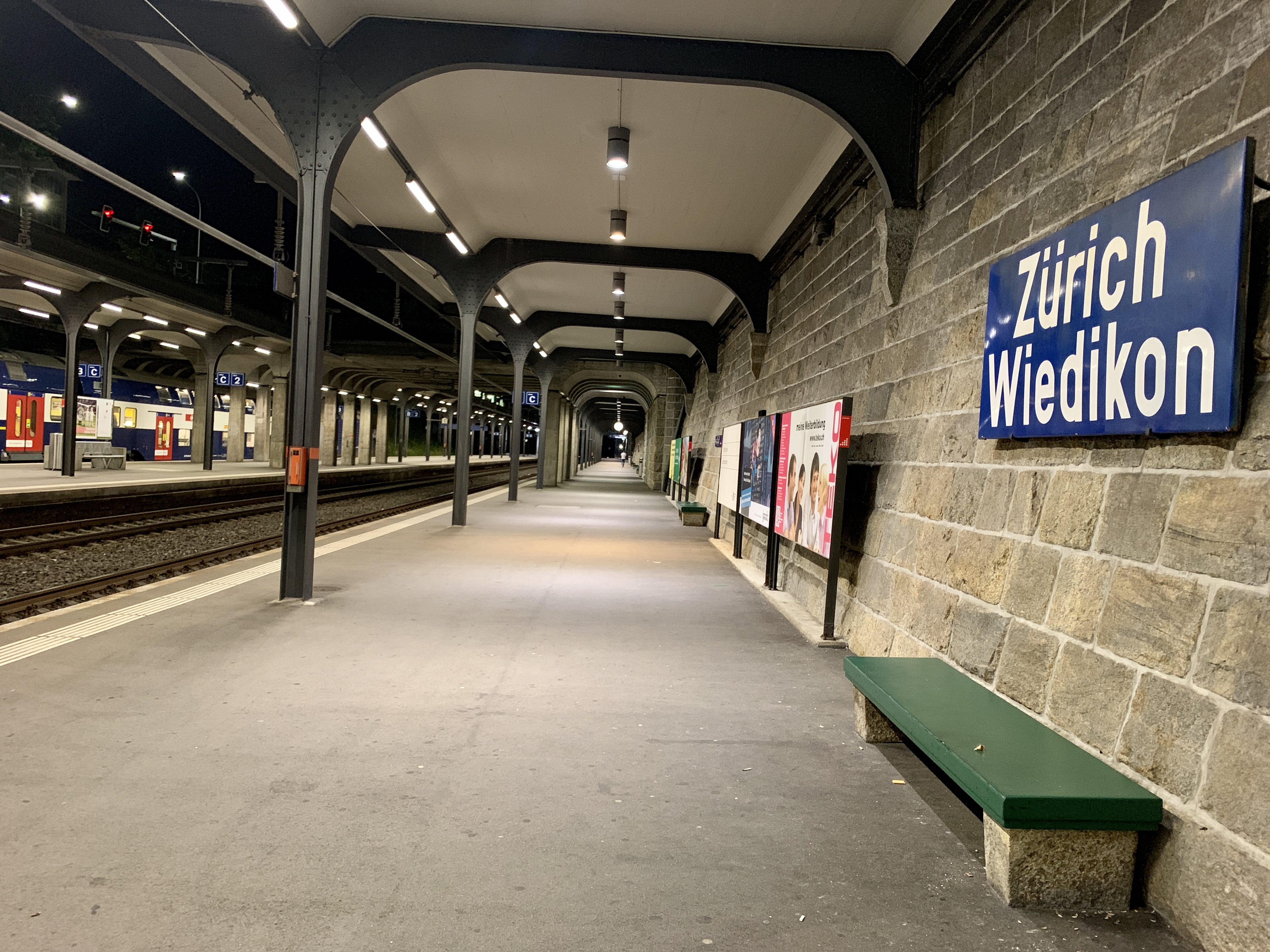
Gleis 1 und Schild (2019)

Der Bahnhof verfügt über drei Gleise und zwei Bahnsteige. An Bahnsteig I liegt das Gleis 1 und am Bahnsteig II die Gleise 2 und 3. Die Gleise 1 und 2 haben unter dem Bahnhofsgebäude ein gemeinsames Tunnelportal. Das Gleis 3 verfügt über ein eigenes Tunnelportal. Hinter diesem existiert eine Spurwechselstelle für den Gleiswechsel auf das Gleis 2. Anschliessend führt das Gleis 3 in den Manessetunnel, welcher Teil der einspurigen Verbindungslinie nach  Giesshübel ist.

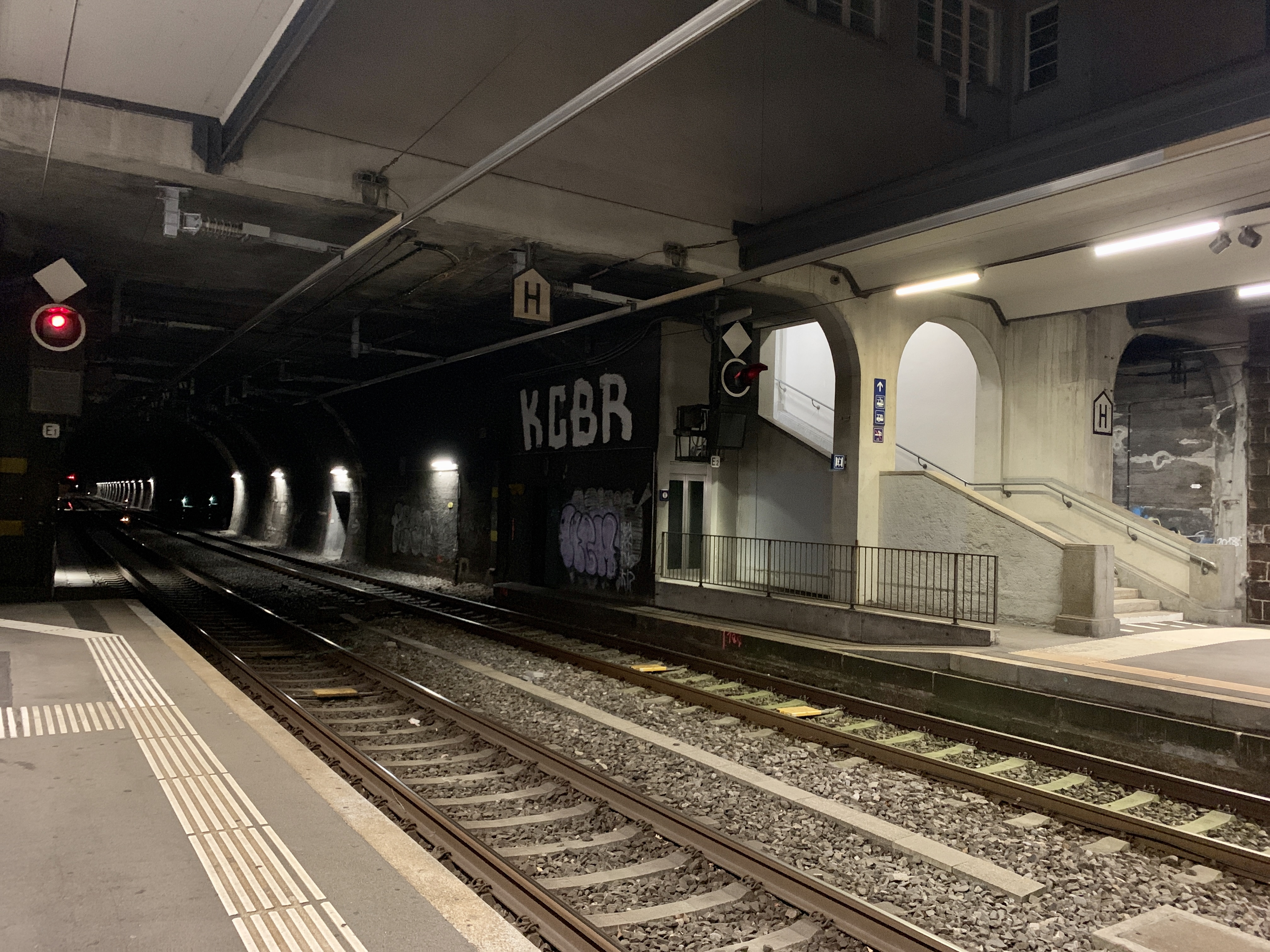
Ulmbergtunnel: Portal im Bahnhof; rechts der Treppe: Manessetunnel (2019)

Züge, welche aus oder in Richtung der Linksufrigen Zürichseebahn fahren, können die Gleise 1 bis 3 beliebig befahren. Heute werden im Regelfall nur noch die Gleise 1 und 2 fahrplanmässig befahren. Züge in Richtung Giesshübel müssen jedoch zwingend über Gleis 3 geleitet werden, da es keine Verbindung der Gleise 1 und 2 in den Manessetunnel gibt.

## S-Bahn Zürich

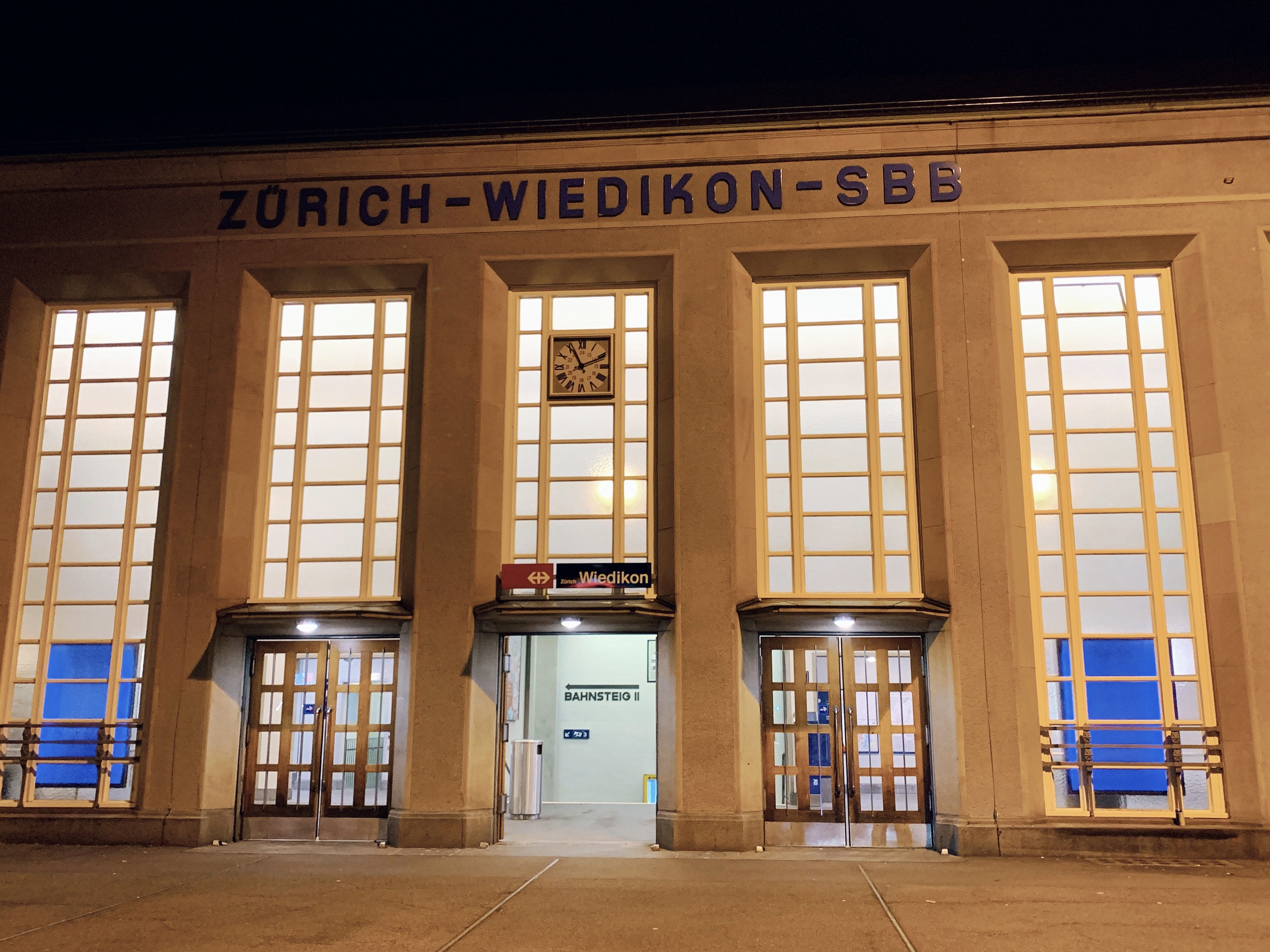
Hauptfassade, Nachtbild (2019)

Seit Einführung der S-Bahn Zürich wird der Bahnhof Zürich Wiedikon praktisch ausschliesslich von S-Bahn-Zügen bedient.
- S 2 Zürich Flughafen – Zürich HB – Pfäffikon SZ – Ziegelbrücke
- S 8 Winterthur – Wallisellen – Zürich HB – Thalwil – Pfäffikon SZ
- S 24 Thayngen – Schaffhausen/Weinfelden – Winterthur – Zürich Flughafen – Zürich HB – Thalwil – Horgen Oberdorf – Zug

Zudem verkehrt im Nachtnetz am Wochenende:
- SN8 Pfäffikon ZH – Wallisellen – Zürich HB – Thalwil – Lachen